# Gymnocalycium capillense
Gymnocalycium capillense là một loài thực vật có hoa trong họ Cactaceae. Loài này được (Schick) Hosseus mô tả khoa học đầu tiên năm 1926.